# Албертина Юлиана фон Насау-Идщайн
Албертина Юлиана фон Насау-Идщайн (на немски: Albertine Juliane von Nassau-Idstein; Albertina Juliana; * 29 март 1698, Идщайн; † 9 октомври 1722, дворец Вилхелмстал близо до Айзенах) е принцеса от Насау-Идщайн и чрез женитба херцогиня на Саксония-Айзенах.

## Живот
Дъщеря е на княз Георг Аугуст фон Насау-Идщайн (1665 – 1721) и съпругата му принцеса Хенриета Доротея фон Йотинген-Йотинген (1672 – 1728), дъщеря на княз Албрехт Ернст I фон Йотинген-Йотинген и херцогиня Кристина Фридерика фон Вюртемберг.
Албертина Юлиана се омъжва на 15 февруари 1713 г. в Идщайн за Вилхелм Хайнрих фон Саксония-Айзенах (1691 – 1741), единственият син на херцог Йохан Вилхелм фон Саксония-Айзенах (1666 – 1729) и първата му съпруга Амалия фон Насау-Диц (1655 – 1695). Вилхелм Хайнрих е чичо на пруския крал Фридрих II. Бракът е бездетен.
Тя умира на 9 октомври 1722 г. на 24 години в ловния дворец Вилхелмстал близо до Айзенах и е погребана в църквата „Св. Георг“ в Айзенах. Вилхелм Хайнрих се жени на 3 юни 1723 г. втори път в Берлин за маркграфиня Анна София Шарлота фон Бранденбург-Швет (1706 – 1751).